# Rhynchozoon complanatum
Rhynchozoon complanatum är en mossdjursart som först beskrevs av Maplestone 1913.  Rhynchozoon complanatum ingår i släktet Rhynchozoon och familjen Phidoloporidae. Inga underarter finns listade i Catalogue of Life.